# La convenzione
La convenzione è una compilation dei cantautori italiani Franco Battiato e Juri Camisasca e del gruppo musicale italiano Osage Tribe, pubblicata nel 2002 dalle etichette D'Autore e Azzurra Music.

## Il disco
La raccolta non fornisce informazioni dettagliate sui pezzi inclusi, che però risultano tutti differenti rispetto alle uscite originali su vinile, presentando un nuovo missaggio, caratterizzato da un bilanciamento degli strumenti sensibilmente diverso e da sezioni inedite reintegrate nei brani.
I pezzi di Battiato appartengono al suo repertorio dei primi anni settanta, il cosiddetto "periodo sperimentale", e non erano mai stati pubblicati su CD. Anche le canzoni La musica muore e Himalaya di Juri Camisasca sono qui pubblicate per la prima volta su supporto digitale.
La convenzione presenta una parte aggiuntiva in cui Battiato canta sottovoce «Centinaia di anni fa l'uomo viveva sulla Terra tra grattacieli e autostrade sopra il mare». Il cantato di questa sezione è inedito, mentre la parte strumentale su cui è stato inserito, era già presente nella versione inclusa sul 45 giri promozionale con etichetta arancione pubblicato all'epoca. Paranoia ha una coda estesa, in cui l'assolo di chitarra sovrasta le urla isteriche di Battiato che caratterizzavano il finale della versione originale.
La musica muore ha un inizio leggermente più lungo, con l'aggiunta di alcuni colpi di batteria, ma in compenso la dissolvenza sul finale è anticipata rispetto all'edizione su vinile, che dura quindi qualche secondo in più. Himalaya è il brano della raccolta che ha avuto le modifiche più drastiche: nel missaggio è stato messo in secondo piano il coro femminile e sono state completamente eliminate le trombe; la coda finale è stata poi estesa di oltre un minuto. Anche Crazy Horse ha una coda finale più lunga di qualche secondo.
Sono completamente inedite Stranizza d'amuri, provino datato 1975 (anche se alcuni la ritengono una registrazione del 1977) di un pezzo poi inserito nell'album L'era del cinghiale bianco del 1979, e una versione de La convenzione con una nuova base musicale registrata nel 1997.
I brani restanti, provenienti dall'album La finestra dentro, presentano solo differenze nel missaggio; in particolare la voce di Camisasca risulta molto più riverberata. Nel brano Il regno dell'Eden, che in origine non era diviso, è stata aggiunta una dissolvenza per separare le due parti. All'inizio della seconda parte, inoltre, è stata rimossa dal missaggio la chitarra.
L'album è stato pubblicato dalle etichette discografiche D'Autore e Azzurra Music in formato CD e da Azzurra Music in collaborazione con Radio Capital in musicassetta. È stato poi ristampato numerose volte nel corso degli anni da Azzurra Music in formato CD.

## Tracce
1. Franco Battiato – La convenzione – 3:36
2. Franco Battiato – Paranoia – 4:07
3. Franco Battiato – Stranizza d'amuri – 3:23
4. Juri Camisasca – La musica muore – 3:07
5. Juri Camisasca – Himalaya – 4:58
6. Juri Camisasca – Il regno dell'Eden (parte 1) – 3:50
7. Juri Camisasca – Il regno dell'Eden (parte 2) – 5:50
8. Juri Camisasca – Un galantuomo – 4:41
9. Osage Tribe – Crazy Horse – 3:47
10. Franco Battiato – La convenzione (nuova versione 1997) – 3:10

Durata totale: 40:29